# Arroyo de Alhambra
Arroyo de Alhambra är ett vattendrag i Spanien.   Det ligger i provinsen Provincia de Ciudad Real och regionen Kastilien-La Mancha, i den centrala delen av landet, 180 km söder om huvudstaden Madrid.